# Профіль на монеті
Профіль на монеті (англ. Profile in Silver) — перший сегмент 20-го епізоду 1-го сезону телевізійного серіалу «Зона сутінків».

## Сюжет
Дія відбувається в 1963 році. Викладач історії на ім'я Джозеф Фіцджеральд читає студентам лекцію в Гарвардському університеті. Після закінчення пари він іде до свого кабінету, де його відвідує подруга — жінка на ім'я Кейт Вонг, яка прибула з 2172 року — власне, як і він. Після нетривалої розмови вона знову відправляється в свій час, а історик шляхом телепортації відправляється в Даллас — до того самого місця, де має бути вбитий тодішній Президент США Джон Кеннеді. Потрапивши туди, містер Фіцджеральд починає знімати все, що відбувається в цей час, на кінокамеру, яка відрізняється підвищеною потужністю та здатна розрізняти навіть дуже дрібні предмети. Чоловік переводить камеру на будинок, що знаходиться одразу за ним, біля проїжджої частини, якою в цей час рухається президентський кортеж, та випадково фіксує в одному з вікон кіллера зі снайперською гвинтівкою. Викладач починає сильно хвилюватися та, пробираючись крізь натовп, кричить Президентові, щоб той нахилився. Останній встигає нахилитися, внаслідок чого куля пролітає повз нього, а сам він лишається в живих. Під час розмови в літаку Кеннеді питає в свого рятівника, чи не є він його родичем, та каже, що, якби вони були родичами, то придивився б містеру Фіцджеральду місце в Кабінеті міністрів. Далі Президенту США дзвонить один з американських генералів та доповідає, що радянські війська захопили Західний Берлін, а генеральний секретар СРСР Микита Хрущов вбитий. Виявляється, що світ тепер стоїть на порозі кризи, яка має бути набагато масштабнішою, ніж знаменита Карибська криза, і яка має закінчитися знищенням всього живого на Землі через сто років. Це трапилося тому, що містер Фіцджеральд порушив природний хід історичних подій, внаслідок чого часові лінії виявилися пошкодженими. Щоб запобігти загибелі всього земного життя, потрібно відновити той хід подій, який описаний в підручниках з історії та документах, тобто містер Фіцджеральд повинен тепер повернути Джона Кеннеді знову в Даллас та дозволити Лі Харві Освальду вбити американського Президента. Через деякий час до містера Фіцджеральда заходить Джон Кеннеді разом з охоронцем та демонструє срібну монету зі своїм портретом, датовану 1964 роком. Цю монету містер Фіцджеральд привіз із собою в 1963 рік та загубив у президентському літаку. Американському Президенту ця монета видається підозрілою, через що він вирішує, що це — підробка, хоча й дуже якісно зроблена. Кеннеді питає містера Фіцджеральда, звідки в нього ця монета, на що останній відповідає, що вона належить його родичам вже більш ніж дві сотні років. Кеннеді спочатку не вірить містеру Фіцджеральду. Останній намагається взяти свою кінокамеру, однак охоронець Президента, вирішивши, що містер Фіцджеральд хоче взяти зброю, націлює на нього пістолет. Містер Фіцджеральд пояснює Кеннеді та його охоронцю, що це — голографічна камера з майбутнього та демонструє кадри, відзняті ним в день замаху на Президента, — їх камера транслює в атмосферу, внаслідок чого вони стають об'ємними, а не пласкими, як на звичайних кінокамерах. В цей час виявляється, що містер Фіцджеральд — прямий нащадок Кеннеді. Викладач дарує Президентові свій перстень з емблемою Гарвардського університету, після чого Кеннеді надягає його на палець та відбуває в 2172 рік, а містер Фіцджеральд потрапляє в той самий день, 22 листопада 1963, коли був скоєний замах на Кеннеді, й опиняється в кортежі замість Президента. Наприкінці епізоду містер Фіцджеральд гине від куль, пущених в нього Лі Харві Освальдом, а Джон Кеннеді читає перед студентами лекцію з історії в Гарвардському університеті майбутнього.

## Цікаві факти
- Епізод не має оповіді ні на початку, ні в кінці.
- Акторка Барбара Бакслі, яка знялася в даному епізоді, також знімалася в сто сьомому епізоді четвертого сезону оригінальної «Зони сутінків», який має назву «Mute».
- В день вбивства Джона Кеннеді (22 листопада 1963) мала відбутися прем'єра епізоду «Night Call» («Нічний дзвінок») оригінальної «Зони сутінків», однак після цієї трагічної події вона була перенесена на 7 лютого 1964.
- Актор Лейн Сміт, який в цьому епізоді грає роль Джозефа Фіцджеральда, у 1989 зіграв опонента Джона Кеннеді в телевізійному фільмі «The Final Days».
- Ім'я одного з головних героїв епізоду — Джо Фіцджеральд — збігається з іменами батька Джона Кеннеді (Джо Кеннеді) та прадіда по материнській лінії (Джон Фіцджеральд).

## Ролі виконують
- Лейн Сміт — Джозеф Фіцджеральд
- Ендрю Робінсон — Джон Кеннеді
- Луїс Джамбалво — Реймонд Лівінгстон
- Барбара Бакслі — доктор Кейт Вонг
- Джеррі Гардін — Ліндон Джонсон
- Марк Л. Тейлор — інспектор
- Чарльз Ленайєр — телеведучий
- Девід Сейдж — професор
- Кен Гілл — помічник Президента
- Джерард Бокаччо — студент

## Прем'єра
Прем'єрний показ епізоду відбувся у Великій Британії та США 7 березня 1986.